# Papyrus Baden 4.59
Der Papyrus Baden 4.59 (auch pBaden 4.59; „Pseudo-Manetho-Abschrift“) ist ein kleines Papyrusfragment aus dem fünften Jahrhundert n. Chr. Der auf dem Verso (der Rückseite) des Papyrus erhaltene kurze griechische Text ist eine Liste der persischen Könige, die über Ägypten in der 27. Dynastie (Spätzeit / Perserherrschaft) regierten. Der Papyrus Institut für Papyrologie Heidelberg befindet sich heute in der Papyrussammlung des Instituts für Papyrologie der Universität Heidelberg (Inventarnummer G 631). Die Nummer auf dem Portal Trismegistos ist 64736.

## Inhalt
Obwohl auf dem Bruchstück nicht der Name des Autors erhalten ist, wird aufgrund der inhaltlichen Struktur vermutet, dass es auf den nachbearbeiteten Epitomen des Manetho basiert, die sich auf die Aegyptiaca (Geschichte Ägyptens) beziehen. Der Papyrus nennt folgende Könige:
- Kambyses, im vierten Jahr seiner persischen Herrschaft wurde er König (von Ägypten) für sechs Jahre.
- Magoi regierte sieben Monate.
- Dareios, Sohn des Hystaspes, regierte 36 Jahre.
- Xerxes, der Große, regierte […] Jahre.
- Artabanos regierte […] Monate.
- Artaxerxes-Langhand, Sohn, regierte […] Jahre.
- Xerxes regierte […] Monate.
- Sogdianos regierte […] Monate.
- Dareios-Nothos regierte […] Jahre.
- […]ph[…]: Sohn […].

In den Bearbeitungen von Eusebius von Caesarea und der späteren „armenischen Version des Eusebius“ wird ebenfalls der König „Magoi“ genannt; dagegen fehlt sein Name bei Sextus Iulius Africanus.

## Edition
- Friedrich Bilabel: Veröffentlichungen aus den badischen Papyrus-Sammlungen. Heft 4: Griechische Papyri (Urkunden, Briefe, Schreibtafeln, Ostraka etc.). Heidelberg 1924, Nr. 59.